# Cameron Wake
Derek Cameron Wake (geboren am 30. Januar 1982 in Beltsville, Maryland) ist ein ehemaliger US-amerikanischer American-Football-Spieler auf der Position des Defensive Ends. Er spielte College Football für die Pennsylvania State University (Penn State), bevor er 2005 von den New York Giants als ungedrafteter Free Agent kurzzeitig verpflichtet wurde. Nach zwei Spielzeiten in der Canadian Football League (CFL) bei den BC Lions spielt er von 2009 bis 2018 bei den Miami Dolphins in der National Football League (NFL). 2019 stand er bei den Tennessee Titans unter Vertrag.

## Frühe Jahre
Geboren in Beltsville, Maryland, wuchs er in einem Vorort von Washington, D.C. auf und besuchte die DeMatha High School in Hyattsville. Als Footballspieler wurde er in seinem letzten Schuljahr von der Washington Post zum Defensive Player of the Year (Verteidiger des Jahres) gewählt.

## Karriere

### College
Anschließend nahm er ein Stipendienangebot der Pennsylvania State University an und lief fortan für die Penn State Nittany Lions auf. Er kam als Linebacker und Defensive End zum Einsatz und beendete seine College-Football-Karriere mit 191 Tackles, 8,5 Sacks und 24 Tackles für Raumverlust.

### NFL

#### New York Giants
Wake wurde im NFL Draft 2005 nicht ausgewählt und somit als ungedrafteter Free Agent von den Giants unter Vertrag genommen. Allerdings wurde er noch vor Saisonbeginn wieder entlassen.

#### BC Lions
Erst zwei Jahre später erhielt er wieder die Chance, professionell Football zu spielen, als er im Mai 2007 in der Canadian Football League (CFL) bei den BC Lions unterschrieb. Er spielte von Beginn an auf der Position des Defensive Ends und brachte sofort gute Leistungen. Nach einem eindrucksvollen Debüt mit sieben Tackles und drei Sacks wurde er gleich am ersten Spieltag nach dem 24:22-Sieg über die Toronto Argonauts zum Defensive Player of the Week (Verteidiger der Woche) ernannt. In dieser Saison hatte er die meisten Sacks der CFL (16) und blockte zudem das einzige Field Goal. Außerdem gelangen ihm 72 Tackles, und er wurde als erster Spieler der CFL gleichzeitig zum Rookie of the Year und CFL’s Most Outstanding Defensive Player Award ernannt.
2008 erzielte er wieder die meisten Sacks (23) und erhielt unter anderem den "CFL’s Most Outstanding Defensive Player Award" (Herausragendster-Verteidiger-Auszeichnung). Zudem wurde er später von The Washington Examiner ins CFL All-Decade Team von 2000 bis 2009 gewählt.

#### Miami Dolphins
Nach der Saison 2008 bekundeten 17 Teams der NFL ihr Interesse an Wake. Er absolvierte bei acht Teams Probetrainings und unterschrieb schließlich am 18. Januar 2009 einen Vierjahresvertrag über 4,9 Millionen US-Dollar bei den Miami Dolphins. Am vierten Spieltag der Saison 2009 kam er zum ersten Mal in der NFL zum Einsatz, und ihm gelangen zwei Sacks, vier Tackles für Raumverlust und ein erzwungenes Fumble gegen die Buffalo Bills. 2010 gelangen ihm die drittmeisten Sacks der NFL (14), 57 Tackles und drei erzwungene Fumbles, was ihm seine erste Nominierung für den Pro Bowl einbrachte. Am 5. Mai 2012 unterschrieb er eine Vertragsverlängerung über vier Jahre, die ihm inklusive Bonuszahlungen bis zu 49 Millionen US-Dollar einbringen konnte. 2012 wechselte er von der Position als Outside-Linebacker zum Defensive End, was ihm seine wohl beste Saison in der NFL bescherte. Er sammelte 53 Tackles und 15 Sacks, wodurch es ihm, nach Randy Starks, erst als zweitem Spieler der Dolphins gelang, auf zwei verschiedenen Positionen für den Pro Bowl nominiert zu werden. Auch 2014 wurde er mit 8,5 Sacks in den Pro Bowl berufen. 2015 kam er nur in sieben Spielen zum Einsatz, da er sich am achten Spieltag gegen die New England Patriots die Achillessehne riss, wodurch er für den Rest der Saison ausfiel.

#### Tennessee Titans
Im März 2019 unterschrieb Wake bei den Tennessee Titans einen Dreijahresvertrag in der Höhe von 23 Millionen US-Dollar. In Tennessee kam er in neun Spielen zum Einsatz, bevor er auf die Injured Reserve List gesetzt wurde. Er erzielte zuvor am ersten Spieltag 2,5 Sacks und verzeichnete 11 Quarterback Hits. Am 12. März 2020 wurde er von den Titans entlassen.